# 沈丹铁路
沈丹铁路是中国铁路的一段，舊稱安奉线、沈安线。连接辽宁省沈阳市和丹东市。全长277公里、属沈阳铁路局管辖，是中国通往朝鲜的重要出口通道。

## 历史
- 1904年，为应对日俄战争，日本臨時軍用铁道監部开始建设安奉铁道，当时为762mm窄轨轻便铁路[1]:39。最初的方案是在辽阳与东清铁路接轨，战况好转后改在奉天接轨。后来野战铁道提理部将其改为南满铁路支线，
- 1905年12月3日：建成通車，1906年划归南滿洲鐵道管理。
- 1911年11月11日：改为标准轨距，建成鸭绿江桥，与鸭绿江对岸新义州的京義線連接，可通达釜山。全線作為日本从大陆运输物资的陸上通道。
- 1943年，由于石桥子-本溪段线路曲折，不利于铁路运行，因此打通新岭隧道，新建威宁线，即沈丹乙线，新建威宁、新岭两座车站，同时刘家河-凤凰城段也由于相同原因修建乙线。目前大部分旅客列车使用沈丹乙线，每天只有一趟去长甸的车在刘家河-凤凰城段走甲线。日本建设甲线铁路隧道24座，全部使用花岗岩石。
- 从1940年4月开始施工，1944年9月完成全线双线化。
- 第二次世界大战后，线路重要性降低，全线改为单线，更名为沈安线。四保临江战役后，1947年6月东北民主联军在夏季攻势进占安东，围困本溪，安东站到下马塘站间修复通车。1948年11月2日辽沈战役结束后，沈安铁路全线经抢修恢复单线通车。
- 朝鲜战争期间，沈安铁路及其支线凤上铁路是军事运输的大通道。1953年6月15日，投资1266万元，沈安铁路石桥子至本溪、祁家堡至草河口、刘家河至凤凰城三段复线（第二线）修复工程开工，至1953年末基本完成。金山湾至安东复线恢复工程也同时开工，至1954年6月末完工交付运营。这四段线路，均是通过山区的险峻、卡脖子路段。1959年至1986年建成本溪至南芬段复线。
- 1965年：安东市改名为丹东市，线路随之更名为沈丹线。
- 2015年1月21日，沈丹铁路金山湾至丹东段完成转线施工，列车通过此区间时不再经过蛤蟆塘站和沙河镇站[2][3][4]。
- 2022年12月12日，沈丹铁路凤凰城至金山湾段扩能改造工程顺利实现复线段开通。[5]

## 与其它铁路的连接
- 苏家屯站：沈大线、苏抚线
- 本溪站：辽溪线、溪田线
- 凤凰城站：凤上线
- 丹东站：丹大线、京義線（平義线）

## 外部連結
- 安奉線 （页面存档备份，存于） - 100年の鉄道旅行 （页面存档备份，存于）
- 『安奉線改築工事記念写真帖』